# 온라인 데이터베이스 목록
다음은 온라인 데이터베이스 목록이다.

## A - Z
- Airliners.net
- ChEBI
- Chessgames.com
- DBLP
- Entrez
- Flags of the World
- GeoNames
- JSTOR
- MySQL
- PubChem
- TV.com
- Web of Science

## ㄱ
- 게임랭킹스
- 구글

## ㄴ
- 노터블 네임스 데이터베이스

## ㄷ
- 동물 다양성 웹
- 디스코그스

## ㄹ
- 레이트 유어 뮤직
- 렉시스
- 리듬원

## ㅁ
- 메드라인플러스
- 메타크리틱
- 모비게임스
- 뮤직브레인즈

## ㅂ
- 바일슈타인 데이터베이스
- 보드게임긱
- 빅 카툰 데이터베이스

## ㅅ
- 세계초고층도시건축학회
- 셔독
- 수집

## ㅇ
- 아마존 (기업)
- 온라인 정수열 사전
- 올무비
- 올뮤직
- 옴니글롯
- 월드캣
- 위키데이터
- 인터넷 브로드웨이 데이터베이스
- 인터넷 사변 소설 데이터베이스
- 인터넷 아카이브
- 인터넷 영화 데이터베이스
- 인터넷 영화 화기 데이터베이스
- 인터넷 오프브로드웨이 데이터베이스

## ㅋ
- 캐나다 인명사전
- 케미컬 애브스트랙트 서비스

## ㅌ
- 터너 클래식 무비
- 트위치

## ㅍ
- 파인드 어 그레이브
- 패션 모델 디렉토리
- 펍메드 센트럴
- 프랑스 국립도서관
- 피시베이스

## ㅎ
- 홍콩 영화 데이터베이스

## 같이 보기
- 온톨로지